# Racheal Kundananji
Racheal Kundananji (født 3. juni 2000) er en zambisk fodboldspiller.
Hun repræsenterede Zambia ved sommer-OL 2020 i Tokyo, hvor hendes hold blev elimineret i gruppespillet.